# Скольжение (материаловедение)

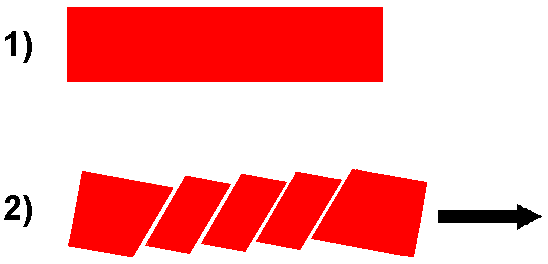
Схематичное изображение процесса скольжения

Скольжение — это такое перемещение одной части кристалла относительно другой, при котором кристаллическое строение обеих частей остается неизменным. Скольжение происходит, когда касательное напряжение в плоскости скольжения достигает определённого значения для данного материала — так называемого сопротивления сдвигу.
В области сдвига кристаллическая решётка остается такой же, как и в обеих частях кристалла, и каждый атом в этой области перемещается на одинаковые расстояния, составляющие целое число периодов повторяемости решётки.

## Системы скольжения
Система скольжения — это совокупность плоскостей и направлений скольжения.

### Гранецентрированные кубические кристаллы

Элементарная ячейка ГЦК материала.

Конфигурация решетки в плотноупакованной плоскости скольжения в ГЦК материале. Стрелка показывает вектор Бюргерса в этой системе скольжения дислокации.

Скольжение в кристаллах с гранецентрированной кубической сингонией (ГЦК) происходит вдоль плоскостей с плотнейшей упаковкой, в особенности вдоль плоскости скольжения (1,1,1) и в направлении [1,1,0] (см. иллюстрацию). Перестановка возможных плоскостей и направлений в ГЦК дает 12 систем скольжения. Вектор Бюргерса задается следующим выражением:
{\displaystyle |b|={\frac {a}{2}}|<110>|={\frac {a}{\sqrt {2}}}}
Где a — это параметр элементарной ячейки.

### Объёмноцентрированные кубические кристаллы
Скольжение в кристаллах с объёмноцентрированной кубической кристаллической решёткой (ОЦК) происходит в особенности вдоль плоскости скольжения (1,1,0) и в направлении [1,1,1].

### ГПУ кристаллы
В кристаллах с гексагональной плотноупакованной кристаллической решёткой (ГПУ) скольжение происходит по плоскости базиса.